# یواس‌اس اکمالگی (وای‌تی‌بی-۷۶۵)
یواس‌اس اکمالگی (وای‌تی‌بی-۷۶۵) (به انگلیسی: USS Okmulgee (YTB-765)) یک کشتی بود که طول آن ۱۰۹ فوت (۳۳ متر) بود. این کشتی در سال ۱۹۶۳ ساخته شد.